# 冀贡泉
冀贡泉（1882年—1967年8月17日），字育堂，男，山西汾阳人，中华人民共和国政治人物、法学家。

## 生平

### 早年
冀贡泉是山西汾阳县建昌村人。自幼聪慧好学，文思敏捷。1900年中秀才，1904年入山西大学堂中斋学习，1905年参加山西省官费留日考试名列第一，入明治法律学校专攻法律。有正义感，但同时胆子又比较小。在日本留学的时候，保皇党和革命党都要拉他加入，冀贡泉后来回忆：“参加保皇党呢，怕丢脸；参加革命党呢，怕丢脑袋。”所以他两个党都不参与。

### 中华民国期间
1912年，因辛亥革命停发留日官费，拒绝接受日本政府的资助而中断学习回国。参加辛亥革命。辛亥革命后，到南京临时政府教育部任职，与鲁迅“同司同室”，“同司”是指社会教育司第一科分管文化艺术工作。。1960年写成《我对鲁迅壮年的几点印象》一文发表在《光明日报》。随民国政府从南京迁北京。据鲁迅日记记载，“冀先生曾介绍一些同乡赴京报考知事”，鲁迅欣然为其作保。公务之便，把明治法律学校法律课程学完，获得法律学士学位。冀贡泉作律师也是鲁迅出面保结。1913年因蔡元培离任教育部长，冀辞职回太原。鲁迅日记记载1913年4月27日鲁迅等“同人”曾在“劝业场”小有天饭店“公宴冀公贡泉”为其返故里饯行。冀贡泉任山西省法政专门学校教务长。帝制失败后出任法政专门学校校长直到1928年。其间1917年至1918年，曾一度调任山西大学法科学长。贯彻兼容并蓄的办学思想，提倡学术民主。支持学生刘玑、李茂棣等人，组织了“社会科学研究会”，研究黑格尔的辩证法和马克思的唯物论，一时之间，山西大学的学术空气相当浓厚。在1927年山西省归顺北伐，冀出任山西省司法厅长、山西省高等法院院长。1929年自请裁撤了司法厅，将全体人员编名法院，冀引退到山西大学任教。1930年，作为阎锡山的代表，到北平参加了汪精卫、冯玉祥等反蒋国民党人的会议。他们试图通过制定宪法（即五五宪草）来抗拒蒋介石建立个人独裁的企图，但他们的努力失败了。冀贡泉认识到，没有坚强的政治基础，而只通过草拟一纸空文就想改变政治现实，那才是“最愚蠢不过的”。1932年4月21日冀被任命为山西省政府委员兼省教育厅长。期间保护成成中学教师学生。“七七”事变前，因抵制阎锡山政策，以父病为名，辞职归里。
1937年10月太原战役日军逼近汾阳。冀贡泉自知曾赴日留学，日军定会强迫他为日本效力，携家眷乘卡车离开汾阳，逃到潼关。因为知道冀朝鼎要在次年从美国回国，于是决定乘火车到汉口。在汉口法租界开业做律师。因旅途颠簸，其父冀玉卿病故于汉口，享年84岁。1937年12月日军攻陷南京，国民政府迁都汉口，蒋介石请冀贡泉出任国民政府司法部副部长。冀贡泉对国民政府极为失望而谢绝。随日军逼近武汉，国民政府再次迁都至重庆，冀贡泉率全家乘水上飞机赴重庆。当时恰逢长子冀朝鼎受洛克菲勒基金会资助与太平洋国际学会派遣从纽约归国考察战时经济，计划全家随后去延安。然而不巧冀朝鼎得阑尾炎住院错过了交通安排。周恩来率中共中央长江局撤到重庆，与冀贡泉和冀朝鼎父子相见，改变了原来决定，派遣冀贡泉父子赴美国搞国际统一战线工作。1938年底携夫人张陶然、长子冀朝鼎、四子冀朝理、五子冀朝铸和小女儿冀青离重庆，飞抵昆明，乘火车到西贡、乘船到新加坡、乘英国远洋轮船至法国马赛港，又从法国瑟堡乘船横渡大西洋于1939年2月2日抵达美国纽约。在美期间，受纽约华侨衣馆联合会（衣联会）的英文书记唐明照邀请，筹备创办《美洲华侨日报》，筹集股金每股10美元。经几个月时间，就有380人入股，大部分是购买一、两股的华侨洗衣工人。1940年7月8日《美洲华侨日报》创刊，唐明照任社长，冀贡泉任主编，报务工作由徐永煐决策，冀贡泉主笔。。冀贡泉还积极参与纽约的华侨青年救国团、抗日救国后援会等，成立训练班、合唱队。冀贡泉在《华侨日报》的收入很微薄，不足维持生计，全家生活十分窘迫，住在曼哈顿东城下区的贫民窟租了六层公寓楼最顶层一套房子，每月房租35美元。经常参加业余演剧而挣得微薄报酬。1941年“皖南事变”发生后，《美洲华侨日报》会同北美洲10家华文报纸发表了“十报”宣言。
太平洋战争爆发后，冀贡泉到美国战时新闻局（OWI）太平洋司工作，从事反法西斯宣传，与唐明照是同事，在战时新闻局一直工作到1947年。 其中在1944年参加了好莱坞拍摄的关于杜立特空袭东京的一部名叫《东京上空三十秒钟》的影片中扮演一位受人尊敬、慈悲为怀的华人医生，挽救了一位被击落的美国飞行员的生命。
1947年受胡适聘请，到北京大学任法律系主任，代理北大法学院院长，著有《伦理学》、《法学通论》、《法律哲理》、《中外条约述要》等。翻译作品有《罗斯福总统言论集》。

### 中华人民共和国期间
中华人民共和国成立后，历任北京中国政法大学 (1949-1950)第三部主任、中央人民政府法制委员会委员、山西省人民代表、山西省人民委员会委员、山西省文教委员会副主任。参加起草《婚姻法》和山西释放日本战俘的工作。1955年1月政协山西省一届一次会议选出中国政协山西省委员会副主席。1957年反右运动中，冀贡泉遭到批判。之后家人帮助，迁居至北京北池子冀朝鼎寓所长住。1959年8月连任山西省政协副主席的职务。
文化大革命期间，因为社会陷入极度混乱，冀贡泉无法入院治疗。1967年8月17日，他因病去世，享年85岁。其子冀朝铸说：“如果不是‘文化大革命’，我父亲就可以住医院治疗，也不会死。”1978年春，冀贡泉夫人张陶然携骨灰回山西，安放在太原双塔寺陵园。

## 家庭
冀贡泉一生先后娶三任妻子，最后一任为张陶然（又名冀顺心）
- 原配，生冀朝鼎和冀朝彝，1914年病逝
  - 长子冀朝鼎，共产党高级经济干部。
  - 次子冀朝彝，在绥远读大学
- 二任 因痨病病逝
  - 长女冀慧青
- 三任，张陶然（1903年10月12日-），生有三子一女，即冀朝辅、冀朝理、冀朝铸和冀青。
  - 三子冀朝辅（冀志枫）：电影剪辑师。早年在北平上中学，1948年毕业于纽约市立大学电影专业班。回国后从华东军大预科结业，经胡介民通过冀朝铸劝说，到筹建中的八一电影制片厂工作，担任剪辑师。后到西安电影制片厂任职。著有《蒙太奇技巧浅探》等。电影作品有1958年《长空比翼》。
  - 四子冀朝理（Chao-Li Chi）：美国著名华裔演员。从小爱好文艺，1939年到美国以后，在家人的鼓励下，积极参加抗日文艺活动，曾同著名的演员、美国东西文化协会董事王莹合演英语话剧《放下你的鞭子》等革命剧目，受到各界人士的热烈欢迎。
  - 五子冀朝铸，1939年到纽约后，父母立即送他到曼哈顿的格林威治村私立八年制学校念书（得到奖学金），1944年考入了纽约曼哈顿区有名的私立霍莱斯·曼—林肯中学，而后又考入哈佛大学化学系。冀贡泉说：“山西产煤，你要学化学，将来回国好为开发煤炭能源服务。”1949年春，冀朝铸加入美国共产党，去美共马列学院上课，又参加了中共外围组织读书会，学习马列主义理论知识。朝鲜战争爆发后，主动放弃哈佛奖学金继续读研深造的机会，退学回国就读于清华大学化学系。后任中国驻英国大使、联合国副秘书长[7]。
  - 次女冀青